# Chinese Democracy Tour
Il Chinese Democracy Tour è una tournée della rock band Guns N' Roses', nata per promuovere il disco Chinese Democracy. Il tour ha preso luogo in più fasi e in un arco di tempo che va dal 1º gennaio 2001 al 31 dicembre 2011.

## Tour 2001
- 1º gennaio 2001 -  House of Blues (Las Vegas, Nevada, Stati Uniti d'America)
- 15 gennaio 2001 -  Rock in Rio 3 (Rio de Janeiro, Brasile)
- 29 dicembre 2001 -  Hard Rock Hotel and Casino (Las Vegas, Nevada, Stati Uniti d'America)
- 31 dicembre 2001 -  Hard Rock Hotel and Casino (Las Vegas, Nevada, Stati Uniti d'America)
- La band partecipò anche a molti festival, tra i quali il Rock am Ring, il Rock im Park, il Rock in Rio.
- Alcune date furono cancellate a causa dell'infortunio del chitarrista Buckethead.

### Musicisti
- Axl Rose - cantante
- Dizzy Reed - tastierista
- Paul Tobias - chitarrista
- Robin Finck - chitarrista
- Tommy Stinson - bassista
- Chris Pittman - tastierista
- Bryan Mantia - batterista
- Buckethead - chitarrista

## 2002 Europa/Asia Tour
- 14 agosto 2002 -  Hong Kong Convention and Exhibition Centre (Hong Kong, Cina)
- 17 agosto 2002 -  Chiba Marine Stadium (Chiba, Giappone)
- 18 agosto 2002 -  WTC Open Air Stadium (Osaka, Giappone)
- 23 agosto 2002 -  Temple Newsam Park (Leeds, Inghilterra)
- 24 agosto 2002 -  Pukkelpop Field (Hasselt, Belgio)
- 26 agosto 2002 -  London Arena (Londra, Inghilterra)
- 29 agosto 2002 -  Radio City Music Hall (New York, New York, Stati Uniti d'America)

### Musicisti
- Axl Rose - cantante
- Dizzy Reed - tastierista
- Richard Fortus - chitarrista
- Robin Finck - chitarrista
- Tommy Stinson - bassista
- Chris Pittman - tastierista
- Bryan Mantia - batterista
- Buckethead - chitarrista

## 2002 Nord America Tour
- 8 novembre 2002 -  Tacoma Dome (Tacoma, Washington, Stati Uniti d'America)
- 11 novembre, 2002 -  Idaho Center Arena (Nampa, Idaho, Stati Uniti d'America)
- 14 novembre 2002 -  Target Center (Minneapolis, Minnesota, Stati Uniti d'America)
- 15 novembre 2002 -  Fargodome (Fargo, Dakota del Nord, Stati Uniti d'America)
- 17 novembre 2002 -  The MARK of the Quad Cities (Moline, Illinois, Stati Uniti d'America)
- 18 novembre 2002 -  Allstate Arena (Rosemont, Illinois, Stati Uniti d'America)
- 21 novembre 2002 -  The Palace Of Auburn Hills (Auburn Hills, Michigan, Stati Uniti d'America)
- 22 novembre 2002 -  Mellon Arena (Pittsburgh, Pennsylvania, Stati Uniti d'America)
- 24 novembre 2002 -  Gund Arena (Cleveland, Ohio, Stati Uniti d'America)
- 25 novembre 2002 -  Nationwide Arena (Columbus, Ohio, Stati Uniti d'America)
- 27 novembre 2002 -  Pepsi Arena (Albany, New York, Stati Uniti d'America)
- 29 novembre 2002 -  Air Canada Centre (Toronto, Ontario, Canada)
- 30 novembre 2002 -  John Labatt Centre (London, Ontario, Canada)
- 2 dicembre 2002 -  Fleet Center (Boston, Massachusetts, Stati Uniti d'America)
- 3 dicembre 2002 -  Hartford Civic Center (Hartford, Connecticut, Stati Uniti d'America)
- 5 dicembre 2002 -  Madison Square Garden (New York, New York, Stati Uniti d'America)

### Musicisti
- Axl Rose - cantante
- Dizzy Reed - tastierista
- Richard Fortus - chitarrista
- Robin Finck - chitarrista
- Tommy Stinson - bassista
- Chris Pittman - tastierista
- Bryan Mantia - batterista
- Buckethead - chitarrista

## 2006 Tour Europeo

### Primi concerti
- 12 maggio 2006 -  Hammerstein Ballroom (New York, Stati Uniti d'America)
- 14 maggio 2006 -  Hammerstein Ballroom (New York, Stati Uniti d'America)
- 15 maggio 2006 -  Hammerstein Ballroom (New York, Stati Uniti d'America)
- 17 maggio 2006 -  Hammerstein Ballroom (New York, Stati Uniti d'America)
- 18 maggio 2006 -  The Plumm (New York, Stati Uniti d'America)

### Concerti europei
- 25 maggio 2006 -  Auditorio Juan Carlos I (Madrid, Spagna)
- 27 maggio 2006 -  Rock in Rio Lisbon (Lisbona, Portogallo)
- 31 maggio 2006 -  Budapest Arena (Budapest, Ungheria)
- 2 giugno 2006 -  Rock am Ring (Nürburgring, Germania)
- 4 giugno 2006 -  Gods of Metal (Milano, Italia)
- 7 giugno 2006 -  Hammersmith Apollo (Londra, Inghilterra)
- 9 giugno 2006 -  RDS Showgrounds (Dublino, Irlanda)
- 10 giugno 2006 -  Donington Park (Donington, Inghilterra)
- 13 giugno 2006 -  Sazka Arena (Praga, Repubblica Ceca)
- 15 giugno 2006 -  Stadion Legii (Varsavia, Polonia)
- 17 giugno 2006 -  Novarock (Burgenland, Austria)
- 20 giugno 2006 -  Palais Omnisports de Paris-Bercy (Parigi, Francia)
- 24 giugno 2006 -  Graspop Metal Festival (Graspop, Belgio)
- 26 giugno 2006 -  Stockholm Globen (Stoccolma, Svezia)
- 28 giugno 2006 -  Oslo Spektrum (Oslo, Norvegia)
- 29 giugno 2006 -  Roskilde Festival (Roskilde, Danimarca)
- 1º luglio 2006 -  Hallenstadion (Zurigo, Svizzera)
- 2 luglio 2006 -  Goffertpark (Nimega, Paesi Bassi)
- 5 luglio 2006 -  Hartwall Arena (Helsinki, Finlandia)
- 6 luglio 2006 -  Hartwall Arena (Helsinki, Finlandia)
- 8 luglio 2006 -  Oslo Spektrum (Oslo, Norvegia)
- 10 luglio 2006 -  Rockwave Festival Athens (Atene, Grecia)
- 12 luglio 2006 -  Kurucesme Arena (Istanbul, Turchia)
- 14 luglio 2006 -  Bilbao Live Festival (Bilbao, Spagna)
- 15 luglio 2006 -  (El Ejido, Spagna)
- 18 luglio 2006 -  Hallam FM Arena (Sheffield, Inghilterra)
- 19 luglio 2006 -  Metro Radio Arena (Newcastle upon Tyne, Inghilterra)
- 21 luglio 2006 -  Scottish Exhibition and Conference Centre (Glasgow, Scozia)
- 23 luglio 2006 -  Manchester Evening News Arena (Manchester, Inghilterra)
- 25 luglio 2006 -  NEC Arena (Birmingham, Inghilterra)
- 27 luglio 2006 -  Nottingham Arena (Nottingham, Inghilterra)
- 29 luglio 2006 -  Wembley Arena (Londra, Inghilterra)
- 30 luglio 2006 -  Wembley Arena (Londra, Inghilterra)

### Musicisti
- Axl Rose - cantante
- Dizzy Reed - tastierista
- Richard Fortus - chitarrista
- Robin Finck - chitarrista
- Tommy Stinson - bassista
- Chris Pittman - tastierista
- Bryan Mantia - batterista
- Ron "Bumblefoot" Thal - chitarrista

## 2006 Tour Nord America

### Primi concerti
- 16 settembre 2006 -  Hard Rock Hotel and Casino (Las Vegas, Nevada, Stati Uniti d'America)
- 17 settembre 2006 -  Hard Rock Hotel and Casino (Las Vegas, Nevada, Stati Uniti d'America)
- 20 settembre 2006 -  Warfield Theatre (San Francisco, California, Stati Uniti d'America)
- 21 settembre 2006 -  Warfield Theatre (San Francisco, California, Stati Uniti d'America)
- 23 settembre 2006 -  Hyundai Pavillion (Devore, California, Stati Uniti d'America)

### Concerti in Nord America
- 24 ottobre 2006 -  BankAtlantic Center (Sunrise, Florida, Stati Uniti d'America)
- 25 ottobre 2006 -  St. Pete Times Forum (Tampa, Florida, Stati Uniti d'America)
- 27 ottobre 2006 -  Germain Arena (Estero, Florida, Stati Uniti d'America)
- 29 ottobre 2006 -  Coliseo de Puerto Rico, (San Juan, Porto Rico)
- 31 ottobre 2006 -  Veterans Memorial Arena (Jacksonville, Florida, Stati Uniti d'America)
- 2 novembre 2006 -  Greensboro Coliseum (Greensboro, Carolina del Nord, Stati Uniti d'America)
- 3 novembre 2006 -  Big Sandy Superstore Arena (Huntington, Virginia Occidentale, Stati Uniti d'America)
- 5 novembre 2006 -  Continental Airlines Arena (East Rutherford, New Jersey, Stati Uniti d'America)
- 8 novembre 2006 -  DCU Center (Worcester, Massachusetts, Stati Uniti d'America)
- 10 novembre 2006 -  Madison Square Garden (New York, Stati Uniti d'America)
- 13 novembre 2006 -  1st Mariner Arena (Baltimora, Maryland, Stati Uniti d'America)
- 15 novembre 2006 -  Air Canada Centre (Toronto, Ontario, Canada)
- 17 novembre 2006 -  Scotiabank Place (Ottawa, Ontario, Canada)
- 18 novembre 2006 -  Colisée Pepsi (Quebec City, Québec, Canada)
- 20 novembre 2006 -  Halifax Metro Centre (Halifax, Nuova Scozia, Canada)
- 21 novembre 2006 -  Harbour Station (Saint John, Nuovo Brunswick, Canada)
- 22 novembre 2006 -  Mile One Centre (Saint John's, Terranova e Labrador, Canada)
- 24 novembre 2006 -  Quicken Loans Arena (Cleveland, Ohio, Stati Uniti d'America)
- 25 novembre 2006 -  The Palace Of Auburn Hills (Auburn Hills, Michigan, Stati Uniti d'America)
- 27 novembre 2006 -  Allstate Arena (Chicago, Illinois, Stati Uniti d'America)
- 1º dicembre 2006 -  Hilton Coliseum (Ames, Iowa, Stati Uniti d'America)
- 2 dicembre 2006 -  Target Center (Minneapolis, Minnesota, Stati Uniti d'America))
- 4 dicembre 2006 -  MTS Centre (Winnipeg, Manitoba, Canada)
- 6 dicembre 2006 -  Pengrowth Saddledome (Calgary, Alberta, Canada)
- 7 dicembre 2006 -  Rexall Place (Edmonton, Alberta, Canada)
- 10 dicembre 2006 -  Everett Events Center (Everett, Washington, Stati Uniti d'America)
- 11 dicembre 2006 -  Rose Garden Arena (Portland, Oregon, Stati Uniti d'America)
- 15 dicembre 2006 -  Oracle Arena (Oakland, California, Stati Uniti d'America)
- 17 dicembre 2006 -  Gibson Amphitheatre (Los Angeles, California, Stati Uniti d'America)
- 19 dicembre 2006 -  Gibson Amphitheatre (Los Angeles, California, Stati Uniti d'America)
- 20 dicembre 2006 -  Gibson Amphitheatre (Los Angeles, California, Stati Uniti d'America)

## 2007 Tour Mondo
- 14 aprile 2007 -  Makuhari Messe (Chiba, Giappone)
- 15 aprile 2007 -  Makuhari Messe (Chiba, Giappone)
- 18 aprile 2007 -  Nagoya Civic General Gymnasium (Nagoya, Giappone)
- 21 aprile 2007 -  Intex Osaka (Osaka, Giappone)
- 22 aprile 2007 -  Intex Osaka (Osaka, Giappone)
- 27 aprile 2007 -  New Market Racetrack (Alberton, Sudafrica)
- 1º maggio 2007 -  Kenilworth Racetrack (Città del Capo, Sudafrica)
- 15 maggio 2007 -  Gigantinho (Porto Alegre, Brasile)
- 25 maggio 2007 -  Maracanã (Rio de Janeiro, Brasile)

## Tour 2009
- 11 dicembre 2009 -  Taipei City Stadium (Taipei, Taiwan)
- 13 dicembre 2009 -  Olympic Park (Seul, Corea del Sud)
- 16 dicembre 2009 -  Kyocera Dome Osaka (Osaka, Giappone)
- 19 dicembre 2009 -  Tokyo Dome (Tokyo, Giappone)

### Musicisti
- Axl Rose - cantante
- Ron Thal - chitarrista
- Dj Ashba - chitarrista
- Richard Fortus - chitarrista
- Tommy Stinson - bassista
- Dizzy Reed - tastierista
- Chris Pittman - tastierista
- Frank Ferrer - batterista

## Tour 2010
- 13 gennaio 2010 -  MTS Centre (Winnipeg, Canada)
- 16 gennaio 2010 -  Pengrowth Saddledome (Calgary, Canada)
- 17 gennaio 2010 -  Rexall Place (Edmonton, Canada)
- 19 gennaio 2010 -  Credit Union Centre (Saskatoon, Canada)
- 20 gennaio 2010 -  Brandt Centre (Regina, Canada)
- 24 gennaio 2010 -  Copps Coliseum (Hamilton, Canada)
- 25 gennaio 2010 -  John Labatt Centre (London, Canada)
- 27 gennaio 2010 -  Centre Bell (Montréal, Canada)
- 28 gennaio 2010 -  Air Canada Centre (Toronto, Canada)
- 31 gennaio 2010 -  Scotiabank Place (Ottawa, Canada)
- 1º febbraio 2010 -  Colisee Pepsi (Quebec City, Canada)
- 3 febbraio 2010 -  Moncton Coliseum (Moncton, Canada)
- 4 febbraio 2010 -  Metro Centre (Halifax, Canada)